# Hybocamenta benitoana
Hybocamenta benitoana är en skalbaggsart som beskrevs av Brenske 1898. Hybocamenta benitoana ingår i släktet Hybocamenta och familjen Melolonthidae. Inga underarter finns listade i Catalogue of Life.